# Basílica Nuestra Señora del Carmen
La Basílica Nuestra Señora del Carmen es un santuario de la iglesia católica, dedicado a la virgen María en su advocación de Santa María del Monte Carmelo. Está ubicada en el barrio de La Aguada en Montevideo, Uruguay.

## Historia
La  primera capilla del Carmen fue construida sobre la calle Cerro Largo entre Rondeau y Paraguay (nombres actuales) en el año 1793, a cargo del presbítero Manuel Antonio Collantes. Se cree que fue abandonada durante las  invasiones inglesas en 1807 y después de su derrota y comenzadas las luchas por la independencia fue demolida por estar en la línea de fuego de la Plaza de Montevideo en 1811.
Hacia 1827 ya existía una pequeña Capilla en el nuevo predio actual, donado por Emetrio Menéndez. Durante la época libertadora, en 1829 fue el lugar donde sesionó la Asamblea General Constituyente y Legislativa del Estado Oriental del Uruguay y donde fue aprobada la ley de creación del Escudo Nacional. Años más tarde durante la Guerra Grande funcionó como cuartel y cementerio, hasta que el 30 de agosto de 1852 se reanudaron los oficios religiosos.
Tiempo después comenzó a construirse un nuevo edificio sobre el mismo predio de la vieja Capilla. En septiembre de 1866 fue erigida como parroquia por Monseñor Jacinto Verá. El 8 de junio  e 1899 le sería otorgado por el Papa León XIII el título de Basílica Menor.

## El Edificio

ilica de Nuestra Señora del Carmen, demolida para la construcción de la Diagonal Agraciada.

La fachada construida en 1890 era de estilo neoclásico, con campanarios sobre el porche de acceso. La planta es de tipo basilical, con tres naves de igual altura, y dos niveles en las laterales. El crucero presenta una cúpula sobre tambor cilíndrico. El altar mayor tiene un majestuoso diseño con  mármoles, lapislázuli, ónix, bronce, procedentes de los talleres de Lavagna. La fachada original fue demolida para el nuevo emplazamiento de la entonces Diagonal Agraciada. En 1935 fue culminada su nueva fachada, proyectada por los arquitectos Elzeario Boix y Terra Arocena. Al eliminarse el porche, las puertas quedaron al frente y las torres fueron reemplazadas por un campanario del lado sur. En la parte superior hay cuatro estatuas.

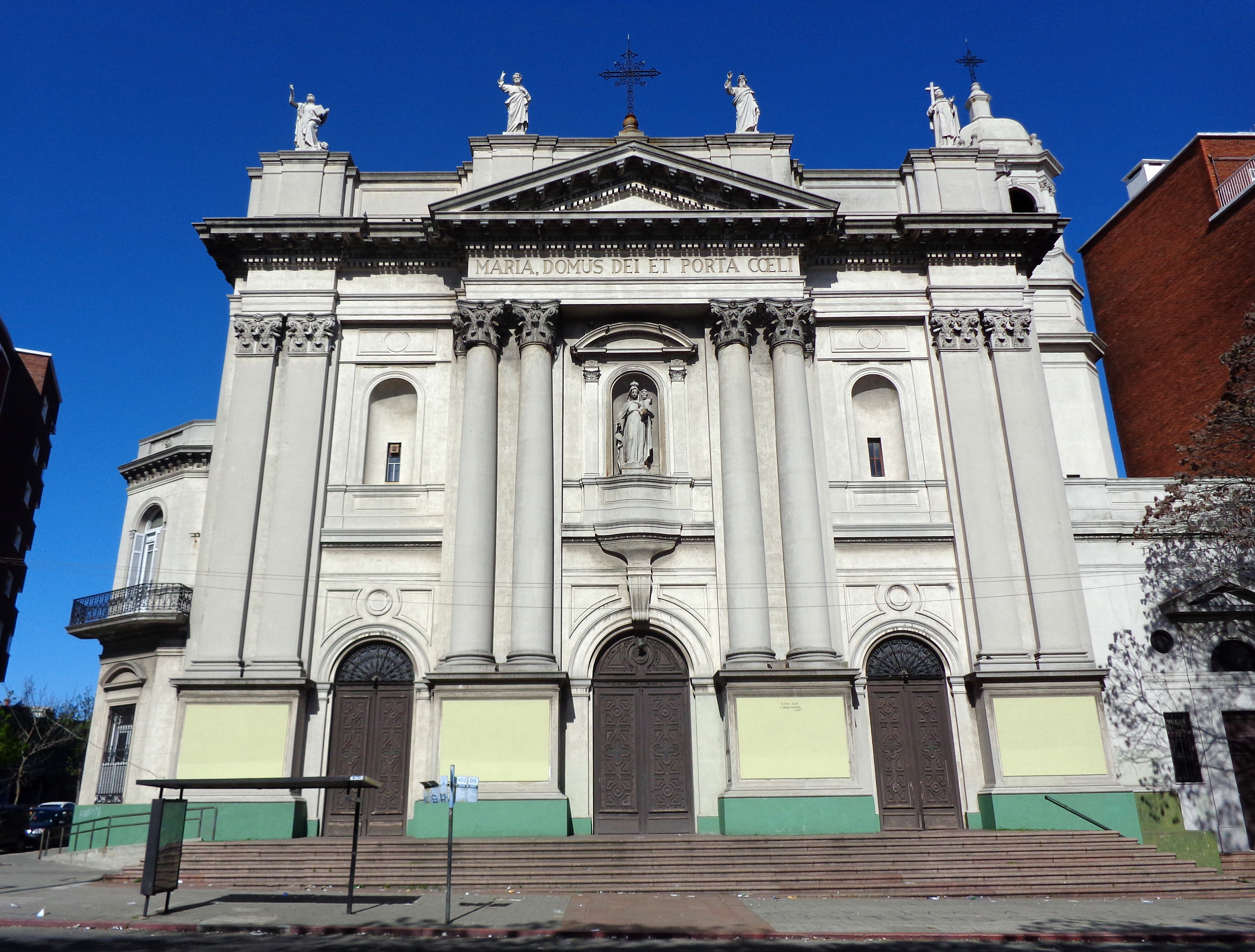
Fachada actual, obra de los arquitectos Horacio Terra y Elzeario Box.